# Castle Oliver

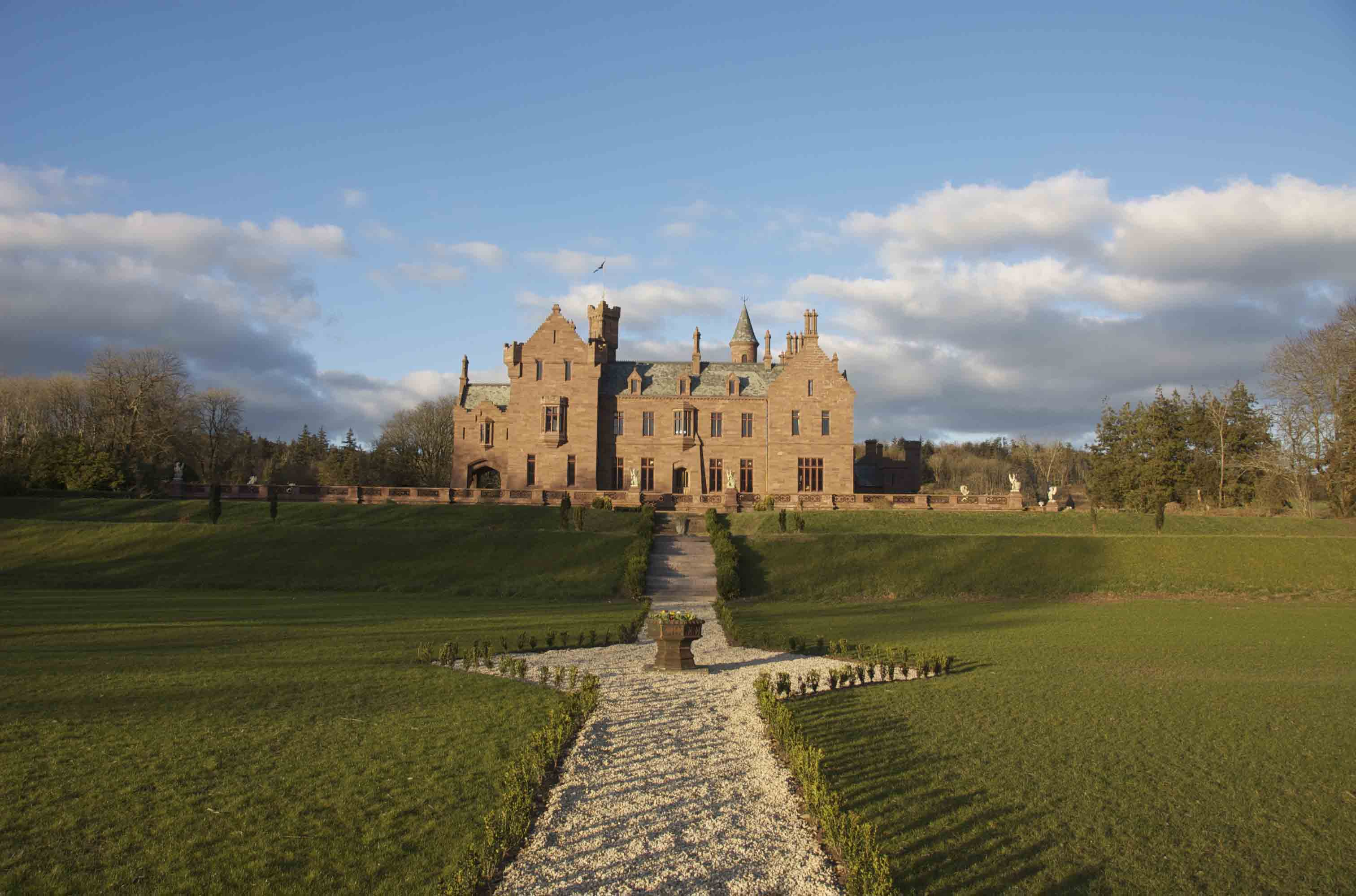
Südfassade von Castle Oliver; die Vorhalle zur Vorfahrt der Kutschen liegt links auf dem Bild.

Castle Oliver (auch Clonodfoy, irisch Cloch an Otfaígh) ist ein Schloss im südlichen Teil des irischen County Limerick. Die viktorianische „Burg“ war eher für die Unterhaltung von Gästen als für die Verteidigung gedacht; sie enthält einen Ballsaal, einen Salon, eine Bibliothek, ein Frühstückszimmer, ein Speisezimmer und eine Halle mit handgemalten Decken, dekorierten Zierkonsolen, hervorragend ausgeführten Bleiglasfenstern und Schablonenarbeiten. Das Schloss steht auf massiven Terrassen und bietet einen schönen Überblick für sein früheres, 80 km² großes Anwesen. Das Schloss beherbergt Irlands größten Weinkeller mit etwa 55.000 Flaschen.
Von Mai bis September 2014 war Castle Oliver im Rahmen der „Limerick City of Culture“ für Haustouren öffentlich zugänglich.

## Geschichte
Die Ländereien, auf denen das Schloss heute steht, wurden um 1658 von Captain Robert Oliver, einem Soldaten aus Cromwells Armee, besiedelt. Das heutige Schloss ersetzte das frühere Castle Oliver, das etwa 1000 Meter südwestlich des heutigen Gebäudes stand und auf dem Eliza Oliver, die Mutter der berüchtigten Lola Montez, geboren war. Letztere war die Geliebte und Favouritin von König Ludwig I. von Bayern.

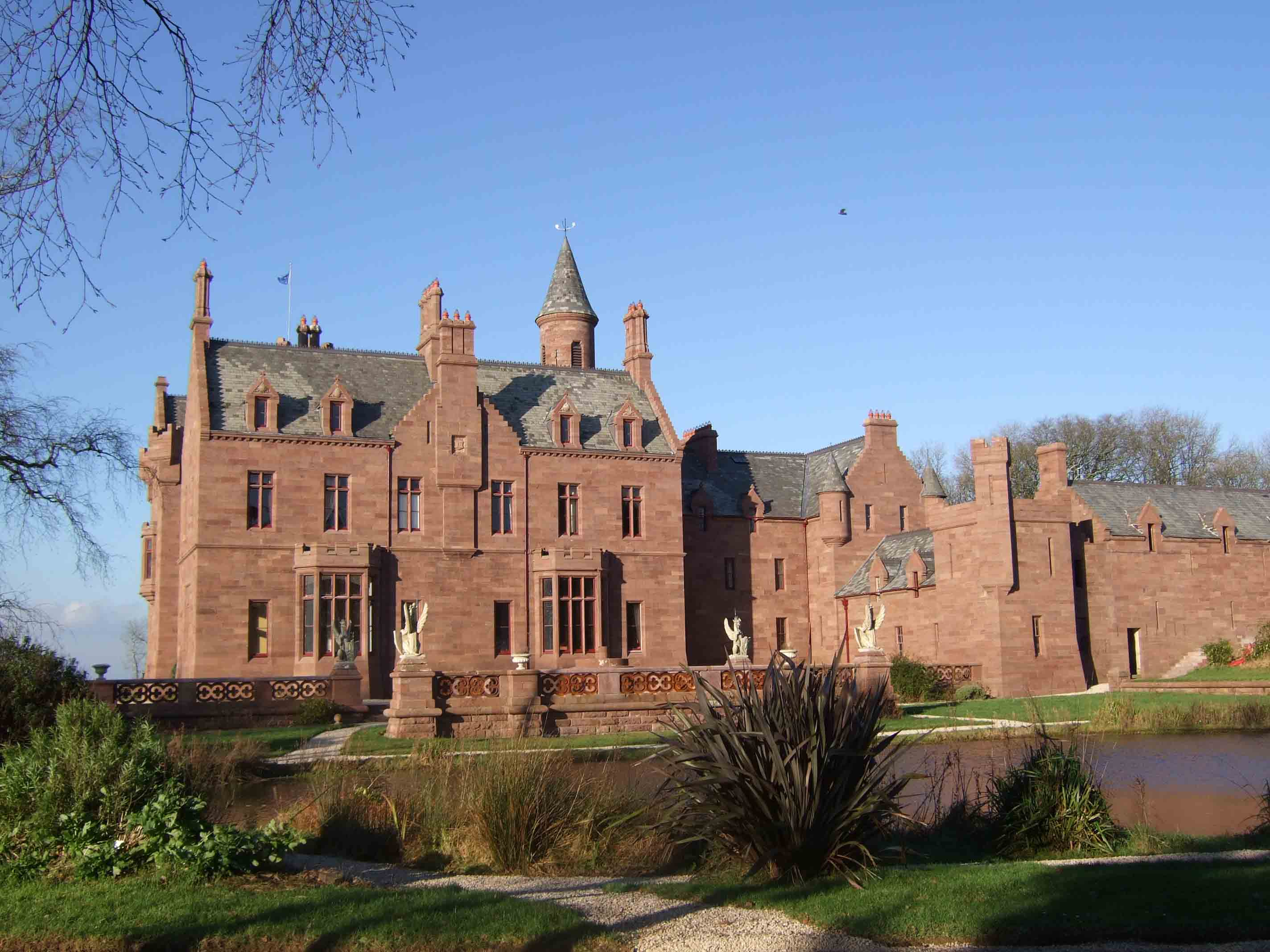
Ostfassade von Castle Oliver mit Ballsaal und Speisezimmer im Hauptblock, Flügel für die Dienerschaft und Remise auf der rechten Bildseite

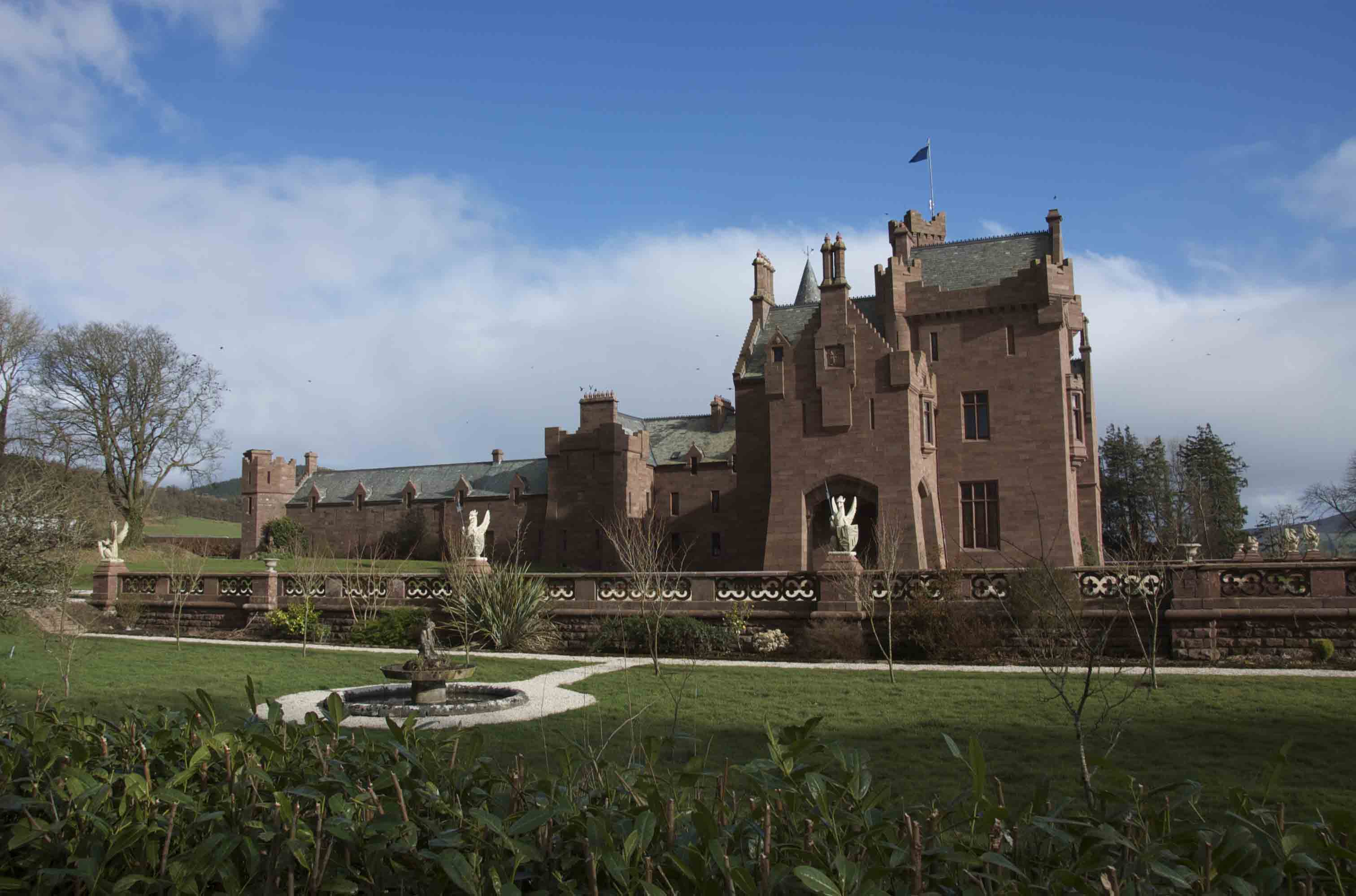
Westfassade von Castle Oliver mit den Stallungen auf der linken Bildseite

Das Schloss wurde viele Jahre lang „Clonodfoy“ genannt, eine Zusammenziehung des früheren irischen Ortsnamens „Cloch an Otbhaidhigh“ (dt.: Das Steingebäude von Otway), wobei Otway ein anglonormannischer Familienname ist.
Captain Robert Olivers Nachkomme Richard Oliver heiratete eine Erbin aus Yorkshire. Er kam so zu erheblichem Reichtum und einem Anwesen in West Yorkshire. So zog er in die Parlington Hall in Aberford und ließ Castle Oliver in den Händen eines Bailiffs, der es langsam verfallen ließ. Die aus dieser Verbindung hervorgehenden Töchter, Mary Isabella und Elizabeth Oliver-Gascoigne heirateten beide Mitglieder der Familie Trench aus Woodlawn im County Galway. Die jüngere Schwestern, Elizabeth, heiratete 1852 Frederic Mason Trench, 2. Baron Ashtown. Die beiden Schwestern waren vollendete Kunsthandwerkerinnen, die Bleiglasarbeiten und Églomisés entwarfen und herstellten, die den offenen Kamin im Ballsaal schmückten. Die meisten ihrer Arbeiten sind bis heute erhalten geblieben. Die ältere Schwester, Mary Isabella, war eine sehr geschickte Drechslerin, die (unter einem männlichen Pseudonym) ein maßgebliches Buch zu diesem Thema, The Art of Wood-Turning (Dt.: Die Kunst des Drechselns), veröffentlichte, das heute noch eine reputable Quelle für Informationen zu diesem Thema ist.

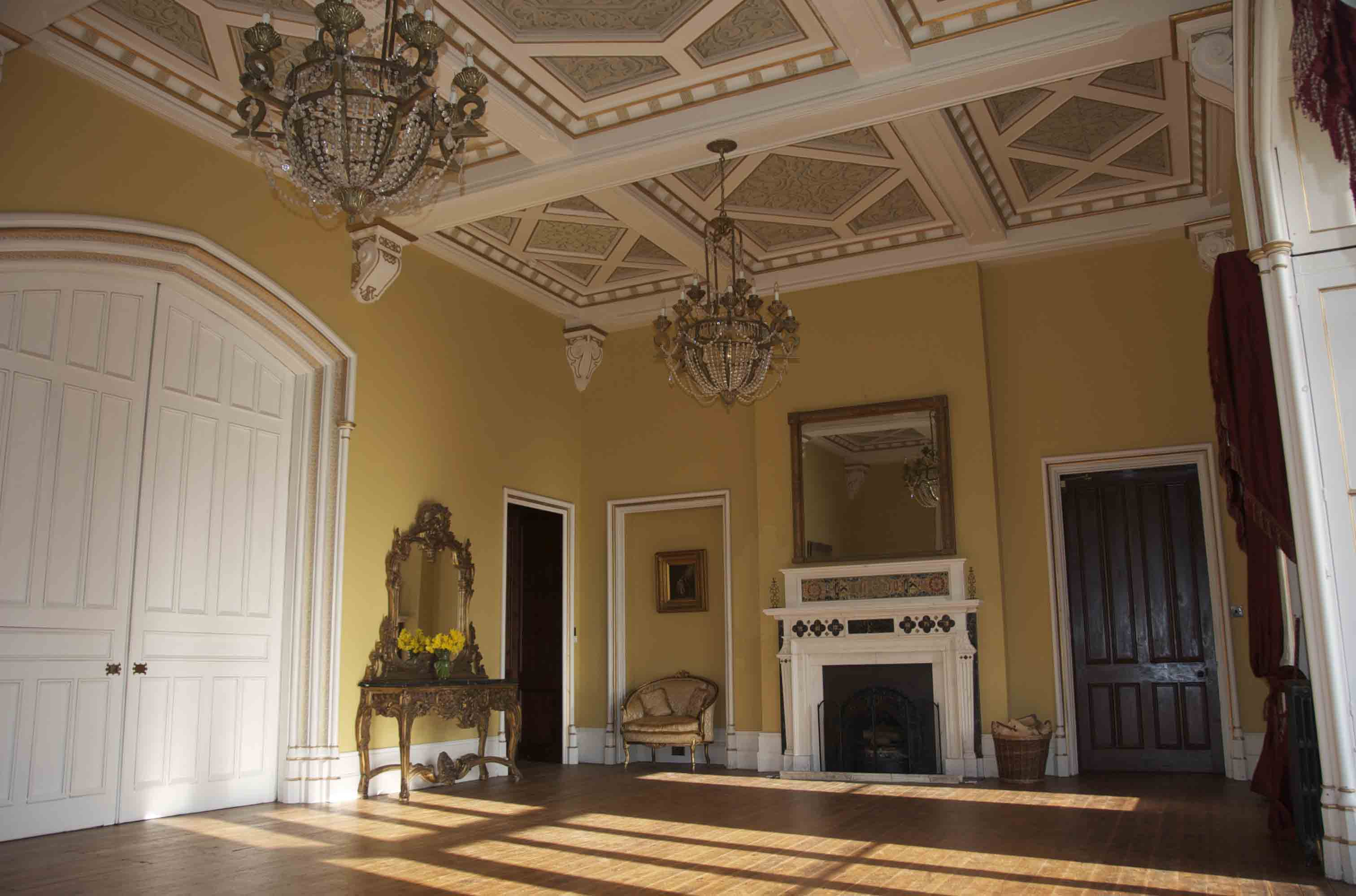
Ballsaal mit offenem Kamin, Églomisés und gotischen Bogentüren als Verbindung zum Salon

Die Schwestern erteilten 1845 den Auftrag zum Bau des heutigen Schlosses. Der Architekt George Fowler Jones aus York entwarf im Scottish Baronial Style und ließ es aus dem örtlich anstehenden, rosafarbenen Sandstein erbauen, der auf dem Anwesen abgebaut wurde. Fowler Jones hatte schon etliche umfangreiche Aufträge für die beiden Schwestern in Nordengland erledigt, darunter Armenhäuser und Kirchen. Während Mary Isabella und ihr Gatte ihren Wohnsitz in Parlington Hall, dem Sitz der Familie Gascoigne in Yorkshire nahmen, bewohnten Elizabeth und ihr Gatte Castle Oliver. Später erbte Elizabeths Stiefenkel, der ehrbare William Cosby Trench, das Haus.
Das letzte Mitglied der Familie Trench, das in dem Schloss lebte, war Mrs Lynn Trench; sie verkaufte das Anwesen 1978 an den Rennfahrer Billy Coleman. Nachdem das Schloss mehrfach die Besitzer gewechselt hatte, wurde es schließlich Eigentum einer örtlichen Bank, die das verbleibende Land, den Bauernhof und die Lodges in verschiedene Lots aufteilte. Für das Schloss selbst fand man keinen Käufer; es verfiel daher und fiel Vandalen und Dieben zum Opfer. Es tauchte im Buch Vanishing Houses of Ireland (dt.: Verschwindende Häuser von Irland) der Irish Georgian Society auf.
1988 kaufte Damian Haughton das Anwesen; laut dem folgenden Besitzer ließ er die schlimmsten Löcher im Dach reparieren. 1998 kaufte es Nicholas Browne, der die Restaurierungsarbeiten fortsetzen und das Schloss wieder in eine bewohnbare Residenz verwandeln ließ.
Im Jahre 2006 kauften Declan und Emma Cormack aus dem County Antrim Castle Oliver. Sie schlossen die hochgradigen Restaurierungsarbeiten ab, bei denen viele ursprüngliche Räume und Details wieder hergestellt wurden, z. B. die Bibliothek, die Bleiglasfenster von St. Patrick, die Holzverkleidungen, die Gesimse und viele offene Kamine. Sie zogen mit ihren drei Kindern, Michael, Shane und Ciara, in das Schloss ein. 2015 verkauften die Cormacks das Anwesen an eine nicht genannte Familie aus Melbourne in Australien, die das Schloss „einige Monate im Jahr“ nutzen.